# Котантенский диалект нормандского языка
Котантенский диалект нормандского языка — диалект нормандского языка, распространённый в Котантене. Это один из самых распространённых диалектов на континенте. Существует пять субдиалектов этого языка: агский, распространённый в городе Ла-Аг; валь-де-серский диалект — диалект Валь-де-Сер, распространённый на северо-востоке; кутанс-дю-нор, распространённый к северу от линии Кутанс — Сен-Ло; кутанс-дю-сюд, распространённый к югу от Линии Жоре; бопте — диалект Боптуа, местности между Карантаном и Ла-Ай-дю-Пюи.